# Niels Tune-Hansen
Niels Tune-Hansen (ur. 19 stycznia 1953 w Holbæk) – duński piłkarz występujący na pozycji obrońcy.

## Kariera klubowa
Tune-Hansen karierę rozpoczynał w sezonie 1972 w drugoligowym zespole Holbæk B&I. W sezonie 1973 awansował z nim do pierwszej ligi, a w sezonie 1975 wywalczył wicemistrzostwo Danii. W 1976 roku przeniósł się do niemieckiego FC St. Pauli z 2. Bundesligi. W sezonie 1976/1977 awansował z nim do Bundesligi. Zadebiutował w niej 6 sierpnia 1977 w przegranym 1:3 meczu z Werderem Brema, a 13 sierpnia 1977 w przegranym 2:4 spotkaniu z Bayernem Monachium zdobył swoją jedyną bramkę w Bundeslidze. W sezonie 1977/1978 zajął z St. Pauli 18. miejsce w lidze i spadł do 2. Bundesligi.
W 1979 roku Tune-Hansen odszedł do innego drugoligowca, VfL Osnabrück. Spędził tam trzy sezony. Potem ponownie występował jeszcze w Holbæk B&I, grającym już w trzeciej lidze. W 1985 roku zakończył karierę.

## Kariera reprezentacyjna
W reprezentacji Danii Tune-Hansen zadebiutował 4 czerwca 1975 w przegranym 0:4 meczu eliminacji Letnich Igrzysk Olimpijskich 1976 z Rumunią. 23 maja 1976 w wygranym 5:1 pojedynku eliminacji Mistrzostw Świata 1978 z Cyprem strzelił swojego jedynego gola w kadrze.
W latach 1975–1978 w drużynie narodowej rozegrał 15 spotkań.